# Manuel Nogareda
Manuel Nogareda Barbudo (Córdoba, 1897 - México, 1964) fue un periodista y promotor deportivo español.

## Biografía
Sus padres eran catalanes, pero él nació accidentalmente en Andalucía. De muy pequeño se estableció con sus padres en Barcelona y de jovencito trabajó en varias empresas comerciales. Jugó un papel importante en la fundación de la Federación Catalana de Atletismo, de la que fue secretario en 1915. También se interesó por el periodismo deportivo en español, y formó parte de la redacción de El Día Gráfico. Entre 1924 y 1925 fue secretario del Fútbol Club Barcelona y también fue corresponsal durante la guerra del Rif.
Durante la Guerra Civil Española fue jefe de redacción del diario La Noche, propiedad de Juan Pich y Pon. Al terminar la guerra civil se exilió en Francia, hasta que en 1942 se estableció en México. Allí trabajó un tiempo como oficinista en la Asociación Internacional de Importadores y Exportadores de la República Mexicana y después fue director de Ediciones Técnicas y Culturales, que publicó Revista Industrial y Construcción Moderna, entre otras.